# Hot Ones (France)
Pour les articles homonymes, voir Hot Ones (homonymie).
Hot Ones est l'adaptation française de la série homonyme américaine, importée en 2022 par Canal+, Studio Bagel et Mediawan et présentée par Kyan Khojandi.

## Émission
La version originale américaine, produite par First We Feast (en) et diffusée à partir de 2015 sur YouTube, est un succès audiovisuel : en 2022, elle compte plus de 2 milliards de vues pour près de 250 épisodes répartis en 17 saisons. En juin de la même année, la société de production française Studio Bagel (qui avait déjà adapté la version québécoise des Recettes pompettes en 2016) produit le premier épisode d'une adaptation francophone après une proposition de Mediawan et en association avec Canal+. L'acteur Jonathan Cohen est le premier invité. L'émission est présentée par le comédien Kyan Khojandi et se calque sur la version américaine : un invité doit répondre à dix questions en mangeant des nuggets agrémentés de différentes sauces piquantes, celles-ci étant de plus en plus relevées au fur et à mesure des questions. Malgré sa douleur, son agitation et la nécessité de se concentrer pour répondre aux questions, l'invité se détend de plus en plus au fil des questions grâce à la sécrétion d'endorphine.

### Sauces
Les sauces de la version française d'Hot Ones sont des créations sur-mesure du chef cuisinier et styliste culinaire Valéry Drouet, notamment en raison d'une allergie au vinaigre de Kyan Khojandi qui l'empêche de consommer les sauces de la version originale américaine. L'ARCOM interdit la commercialisation de ces nouvelles sauces en raison des règles en vigueur contre la publicité clandestine. De plus, selon Valéry Drouet, l'ajout de vinaigre serait impératif  pour des raisons de conservation. Ces sauces, qui contiennent entre cinq et dix ingrédients, sont déposées.
Après la triche d'un des invités sur la dernière sauce d'une interview, l'équipe de production décide d'imprégner chaque nugget de sauce à partir de la sixième question en amont du début du tournage.
| Saison | Saison | Saison | Sauce                    | Sauce               |
| 1      | 2      | 3      | Nom                      | Échelle de Scoville |
| ------ | ------ | ------ | ------------------------ | ------------------- |
| 1      | 1      | 1      | Gentille Myrtille        | 1 700               |
| 2      | 2      | 2      | Katmandouce              | 6 200               |
| 3      | 3      | 3      | Coco Dingo               | 14 500              |
| 4      |        |        | Le Baiser du Scorpion    | 36 000              |
|        | 4      | 4      | Hottosōsu (ホットソース) | 38 000              |
| 5      | 5      | 5      | Été 82                   | 57 000              |
| 6      |        |        | Burning Bad              | 67 000              |
|        | 6      | 6      | Guadelajarache           | 71 000              |
| 7      | 7      | 7      | La Fièvre                | 118 000             |
| 8      | 8      | 8      | La Bombe                 | 200 000             |
| 9      |        |        | Mama Lava                | 699 000             |
| 10     | 9      | 9      | Apocal X                 | 1 000 000           |
|        | 10     | 10     | Captain Lethal           | 1 500 000           |

### Poulet
Les nuggets de poulet sont préparés par Léa Drouet, la fille de Valéry Drouet, et leur panure est faite de corn flakes.
Le poulet est remplacé par du chou-fleur pané dans le cas d'un invité végétarien.

## Liste des épisodes

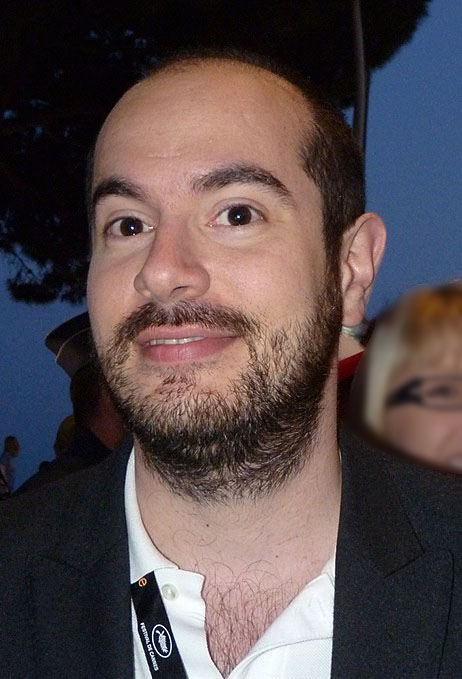
Kyan Khojandi présente l'émission.

### Saison 1 (2022)
1. Jonathan Cohen perd l'usage de sa langue, 12 avril 2022
2. Monsieur Poulpe transpire des cheveux, 26 avril 2022
3. Jérôme Commandeur fait un bras de fer avec lui-même, 21 mai 2022
4. Izïa Higelin prend des bouchées d'un autre monde, 13 juin 2022
5. Marina Foïs met Kyan Khojandi en PLS, 11 juillet 2022
6. Panayotis Pascot et son haleine de réchauffement climatique, 14 septembre 2022
7. Jamel Debbouze avale une bombe lacrymo, 17 octobre 2022
8. Léna Situations expérimente l'enfer, le 7 novembre 2022

### Saison 2 (2023)
1. François Civil et Pio Marmaï mangent des clous, le 22 mars 2023
2. Leïla Bekhti ne sait pas pourquoi elle pleure, le 11 avril 2023
3. Jérôme Niel vrille complètement, le 15 mai 2023
4. Jean-Pascal Zadi, la street vs le piment, le 30 mai 2023
5. Melha Bedia appelle son docteur, le 29 juin 2023
6. Juliette Armanet, vraie junkie du piment, le 11 juillet 2023
7. Camille Cottin l'a fait sans chantilly, le 15 septembre 2023
8. Paul Mirabel tombe de l'échelle de Scoville, le 5 octobre 2023[c]
9. Alexandre Astier a hacké le concept, le 30 octobre 2023
10. Mister V sera-t-il meilleur qu'au GP Explorer ?, le 27 novembre 2023
11. Hakim Jemili ne sent plus sa glotte, le 27 décembre 2023
12. Redouane Bougheraba prend encore plus de sauce que son public, le 6 mars 2023

### Saison 3 (2024-2025)
1. Ana Girardot est bien moins nulle qu’Anne, le 1er avril 2024
2. Ahmed Sylla boit les sauces direct à la bouteille, le 22 avril 2024[d]
3. Pierre Niney n'a peur de rien, le 3 juin 2024
4. Ciryl Gane se fait éteindre par Captain Lethal, le 24 juin 2024
5. Gilles Lellouche finit en larmes, le 11 octobre 2024
6. Naza a surestimé ses capacités, le 29 octobre 2024[e]
7. Antoine de Caunes, Dominique Farrugia, Enya Baroux, Bertrand Usclat, Franck Gastambide (spécial 40 ans de Canal+), le 18 novembre 2024
8. Doria Tillier termine littéralement au sol, le 2 décembre 2024
9. SCH amène une surprise, le 8 janvier 2025
10. Xavier Niel perd le contrôle, le 5 février 2025
11. Nora Hamzawi et l’interminable last dab, le 12 mars 2025
12. Vincent Cassel quitte la table, le 1er avril 2025
13. Alain Chabat signe un Goat Ones, le 28 avril 2025
14. Thomas Ngijol devient aveugle, le 19 mai 2025
15. Manu Payet se fait tatouer en direct, le 30 juin 2025

## Version québécoise
En 2024, la série américaine est à nouveau adaptée en version francophone, cette fois au Québec. Cette version est présentée par Marc-André Grondin et diffusée sur la plateforme Vidéotron.